# 정립상
정립상(erect image)은 광학에서 정립을 하고 있는 상이다. 원본 물체의 한 지점에서 나온 광선이 광학계를 통과한 후 다시 만날 때 상이 형성된다. 정립된 상에서는 방향이 물체의 방향과 동일하지만 반전된 이미지에서는 반대된다. 평면거울에 맺히는 상의 성질 중 하나이다. 일부 망원경과 카메라 옵스쿠라와 같은 기타 장치는 시야 표면에 반전된 이미지를 표시한다. 대신 거울과 복합 프리즘 요소를 사용하여 정립 이미지를 얻을 수 있다.

## 같이 보기
- 실상
- 거울상